# Потоси (Мисури)
Потоси (енгл. Potosi) град је у америчкој савезној држави Мисури.

## Демографија
По попису из 2010. године број становника је 2.660, што је 2 (-0,1%) становника мање него 2000. године.
| Група             | 2000.         | 2010.         |
| Белци             | 2.530 (95,0%) | 2.507 (94,2%) |
| Афроамериканци    | 57 (2,1%)     | 58 (2,2%)     |
| Азијати           | 4 (0,2%)      | 11 (0,4%)     |
| Хиспаноамериканци | 22 (0,8%)     | 42 (1,6%)     |
| Укупно            | 2.662         | 2.660         |